# René Fayssat
Pour les articles homonymes, voir Fayssat.
René Fayssat, né le 14 novembre 1897 à Paris et mort le 30 décembre 1968 à Casalecchio di Reno (Italie), est un homme politique français. Il est député des Alpes-Maritimes sous la Troisième République.
Avocat, il est le fils de Jules Fayssat, député de 1910 à 1914, il est élu en 1932 et demeure député jusqu'en 1936. Il est secrétaire de la Chambre en 1934 et 1935. En 1953, il est élu conseiller de Paris sous l'étiquette du Centre national des indépendants.

## Mandats
- Député des Alpes-Maritimes (1932-1936).